# Бехтелсвілл (Пенсільванія)
Бехтелсвілл (англ. Bechtelsville) — місто (англ. borough) в США, в окрузі Беркс штату Пенсільванія. Населення — 884 особи (2020).

## Географія
Бехтелсвілл розташований за координатами 40°22′13″ пн. ш. 75°37′51″ зх. д. / 40.37028° пн. ш. 75.63083° зх. д. (40.370158, -75.630835).  За даними Бюро перепису населення США в 2010 році місто мало площу 1,31 км², з яких 1,31 км² — суходіл та 0,01 км² — водойми.

## Демографія
Згідно з переписом 2010 року, у селищі мешкали 942 особи в 362 домогосподарствах у складі 264 родин. Густота населення становила 718 осіб/км².  Було 372 помешкання (284/км²).
Расовий склад населення:
| - 98,3 % — білих - 0,2 % — чорних або афроамериканців - 0,1 % — корінних американців - 0,1 % — азіатів |

До двох чи більше рас належало 1,2 %. Частка іспаномовних становила 1,3 % від усіх жителів.
За віковим діапазоном населення розподілялося таким чином: 22,5 % — особи молодші 18 років, 66,5 % — особи у віці 18—64 років, 11,0 % — особи у віці 65 років та старші. Медіана віку мешканця становила 39,6 року. На 100 осіб жіночої статі у селищі припадало 96,2 чоловіків;  на 100 жінок у віці від 18 років та старших — 92,6 чоловіків також старших 18 років.
Середній дохід на одне домашнє господарство  становив 69 177 доларів США (медіана — 63 333), а середній дохід на одну сім'ю — 79 500 доларів (медіана — 75 625). Медіана доходів становила 44 531 долар для чоловіків та 35 833 долари для жінок. За межею бідності перебувало 4,7 % осіб, у тому числі 6,3 % дітей у віці до 18 років та 5,9 % осіб у віці 65 років та старших.
Цивільне працевлаштоване населення становило 511 осіб. Основні галузі зайнятості: виробництво — 23,5 %, освіта, охорона здоров'я та соціальна допомога — 16,2 %, роздрібна торгівля — 15,5 %.